# Villars-le-Terroir
Villars-le-Terroir é uma comuna da Suíça, situada no distrito de Gros-de-Vaud, no cantão de Vaud. Tem 7,06 km² de área e sua população em 2018 foi estimada em 1.212 habitantes.